# Regimiento de Infantería de Monte 9

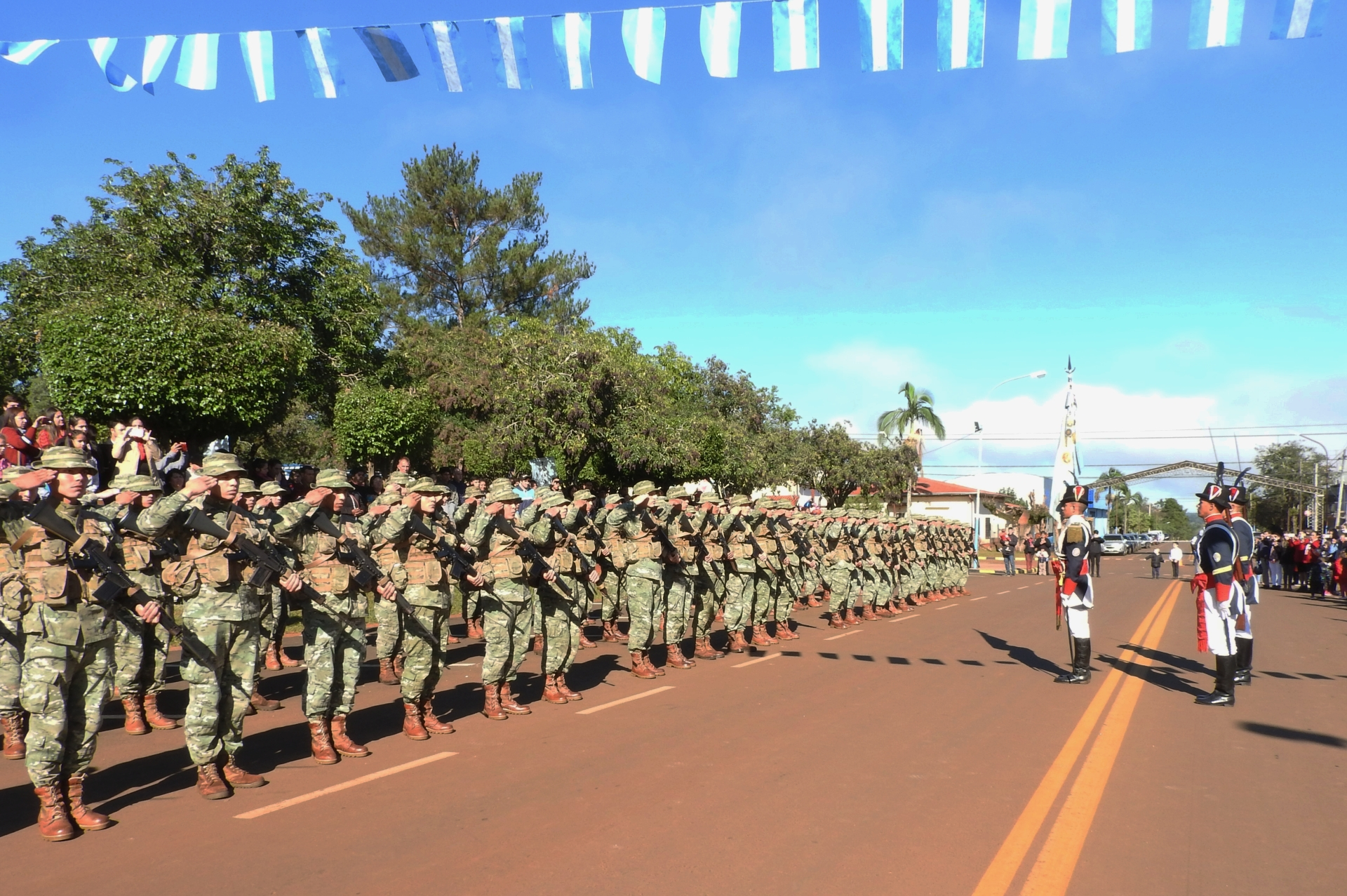
Día de la Bandera

El Regimiento de Infantería de Monte 9 «Coronel Vicente Pagola» (RI Mte 9) es una unidad táctica del arma de infantería del Ejército Argentino con asiento en San Javier, provincia de Misiones, y con dependencia orgánica de la XII Brigada de Monte.

## Historia
El RI 9 nació el 3 de marzo de 1814, creado por el director supremo Gervasio Antonio de Posadas, y puesto bajo el mando del teniente coronel Manuel Vicente Pagola. Su primera acción militar real ocurrió en el sitio de Montevideo.
Posteriormente, se sumó al Ejército del Norte para la tercera expedición auxiliadora al Alto Perú, y combatió en Viluma, Yaví, Cangrejillos, Tarija, Cachimayo, Chuquisaca, Abra de las Carretas, Supachuy y Pomabamba.
Terminada la expedición, el regimiento se sumó al motín de Arequito, en 1820. Quedó disuelto al convertirse en una unidad provincial.
Fue restablecido en 1862, y fue transformado en unidad de caballería y eventualmente disuelto de nuevo. En 1865, fue restablecido para la guerra de la Triple Alianza. El RI 9 combatió en Tuyutí, Boquerón y Curupaytí.
En 1874, a órdenes del general Julio Argentino Roca, luchó en la batalla de Santa Rosa, donde derrotó a José Miguel Arredondo.
El regimiento participó en la Conquista del Chaco.
El Regimiento de Infantería 9 integró el Agrupamiento A que se desplazó a la provincia de Tucumán por orden del Comando General del Ejército para reforzar la V Brigada de Infantería que llevaba adelante el Operativo Independencia. El Agrupamiento A se turnaba con los Agrupamientos B y C, creados para el mismo fin.
En 1982, fue desplegado a Río Gallegos con motivo de la guerra de las Malvinas. En 1996, fue trasladado desde Corrientes a Puerto Iguazú y renombrado «Regimiento de Infantería de Monte 9 “Coronel Pagola”». En 2005, fue nuevamente cambiado de base, esta vez, a San Javier.

## Actividad
En 2020 prestó apoyo en la operación de protección civil "General Belgrano" con tareas de apoyo a la comunidad y ayuda humanitaria desplegada por las Fuerzas Armadas durante la pandemia de COVID-19 en la Argentina y bajo la conducción del Estado Mayor Conjunto junto con el Ministerio de Defensa. Se hallaba en la Zona de Emergencia Misiones (que incluía Corrientes) e instaló un hospital de campaña en Oberá.

## Organización
- Jefatura del Regimiento de Infantería de Monte 9 (Jef RI Mte 9)
  - Compañía de Infantería de Monte «A» (Ca I Mte A)
  - Compañía de Infantería de Monte «B» (Ca I Mte B)
  - Compañía Comando y Servicios (Ca Cdo Ser)